# Les Petites Fleurs rouges
Pour plus de détails, voir Fiche technique et Distribution.
Les Petites Fleurs rouges (看上去很美, Kan shang qu'hen mei) est un film sino-italien réalisé par Zhang Yuan, sorti en 2006. Il est tiré du roman Kan shang qu'hen mei de Wang Shuo

## Synopsis
Le petit Qiang, quatre ans, est placé par son père dans un internat. Les enfants qui s'y comportent bien gagnent de petites fleurs de papier rouge, en récompense pour leur bon comportement. Mais Qiang ne parvient pas à récolter les fleurs, c'est un petit garçon désobéissant et tête brûlée. Le petit garçon se rebelle de plus en plus contre la rigueur des institutrices, et il parvient à entraîner ses camarades avec lui.

## Fiche technique
- Titre : Les Petites Fleurs rouges
- Titre original : 看上去很美 (Kan shang qu'hen mei)
- Réalisation : Zhang Yuan
- Scénario : Dai Ning et Yuan Zhang d'après le roman de Wang Shuo
- Musique : Carlo Crivelli
- Photographie : Tao Yang
- Montage : Jacopo Quadri
- Production : Allen Chan, Bolun Li, Yao Lifeng, Marco Müller et Yuan Zhang
- Société de production : Huakun Entertainment, Century Hero Film Investment, Downtown Pictures et Rai Cinema
- Société de distribution : CTV International (France)
- Pays de production :  Chine et  Italie
- Genre : Comédie dramatique
- Durée : 92 minutes
- Dates de sortie : 
  - Chine : 18 mars 2006
  - France : 27 décembre 2006

## Distribution
- Dong Bowen : Fang Qiangqiang
- Ning Yuanyuan : Yang Nanyan
- Chen Manyuan : Yang Beiyan
- Rui Zhao : Ms. Li
- Li Xinyun : Ms. Tang (as Xiaofeng Li)
- Sun Yujia : Dou
- Du Ma : Fa
- Liu Runqiu : Pang
- Wang Ziye : Mao
- Zhang Yanghao : Jin
- Kang Jiani : Jia
- Zhao Jiaheng : Hai
- Liu Lian : Qian
- Yao Qing : Ning
- Li Huacheng : Long
- Hong Peiyuan : Yuan
- Zhou Ying : Mlle. Ma
- Chen Li : le principal Kong
- Zhan Weihua : le père Qiang
- Fu Ying : le ministre Wang
- Fu Shaojie : Mlle. Fu